# Alain Vertot
Alain Vertot (Guadalupa, 14 novembre 1972) è un ex calciatore francese, di ruolo difensore.

## Caratteristiche tecniche
Gioca come difensore.

## Carriera

### Club
Ha giocato dal 2001 al 2017 con L'Étoile de Morne-à-l'Eau, società calcistica della Guadalupa, con la quale ha vinto 3 titoli nazionali e una coppa nazionale.

### Nazionale
Con la Guadalupa ha giocato 43 partite, segnando due volte e partecipando alla CONCACAF Gold Cup 2007, competizione nella quale la selezione del Dipartimento d'Oltremare francese si classificò al terzo posto ex aequo con il Canada dopo aver perso per 1-0 contro il Messico il semifinale.

## Palmarès

### Club

#### Competizioni nazionali
- Campionato guadalupense: 3

L'Étoile de Morne-à-l'Eau: 2001, 2002, 2007

#### Competizioni internazionali
- Coppa di Guadalupa: 1

L'Étoile de Morne-à-l'Eau: 2002